# Podłoziny
Podłoziny – osada w Polsce położona w województwie wielkopolskim, w powiecie poznańskim, w gminie Dopiewo.
Podłoziny należały do dóbr konarzewskich i stanowiły własność Anny Gurowskiej, a później rodu Dzieduszyckich.
W latach 1975–1998 miejscowość administracyjnie należała do województwa poznańskiego.